# Charles-François Tarieu de Lanaudière
Pour les articles homonymes, voir De Lanaudière.
Charles-François Tarieu de Lanaudière, né le 4 novembre 1710 à Sainte-Anne-de-la-Pérade, au Québec et mort le 1er février 1776 à Québec, est un officier dans les troupes de la Marine et seigneur.
Il est le père de Charles-Gaspard Tarieu de Lanaudière, qui devient une personnalité politique du Bas-Canada.

## Biographie
Charles-François-Xavier Tarieu de Lanaudière est né à Sainte-Anne-de-la-Pérade au Québec. Il est le fils de Pierre-Thomas Tarieu de La Pérade, seigneur de La Pérade, et de Marie-Madeleine Jarret de Verchères.
Il réussit à nouer de bonnes relations avec le nouveau régime britannique et siège au Conseil des affaires de la province de Québec après l'invitation du gouverneur Guy Carleton en 1775. Son rôle politique est de courte durée puisqu'il meurt en 1776.